# William Maule, 1. Baron Panmure

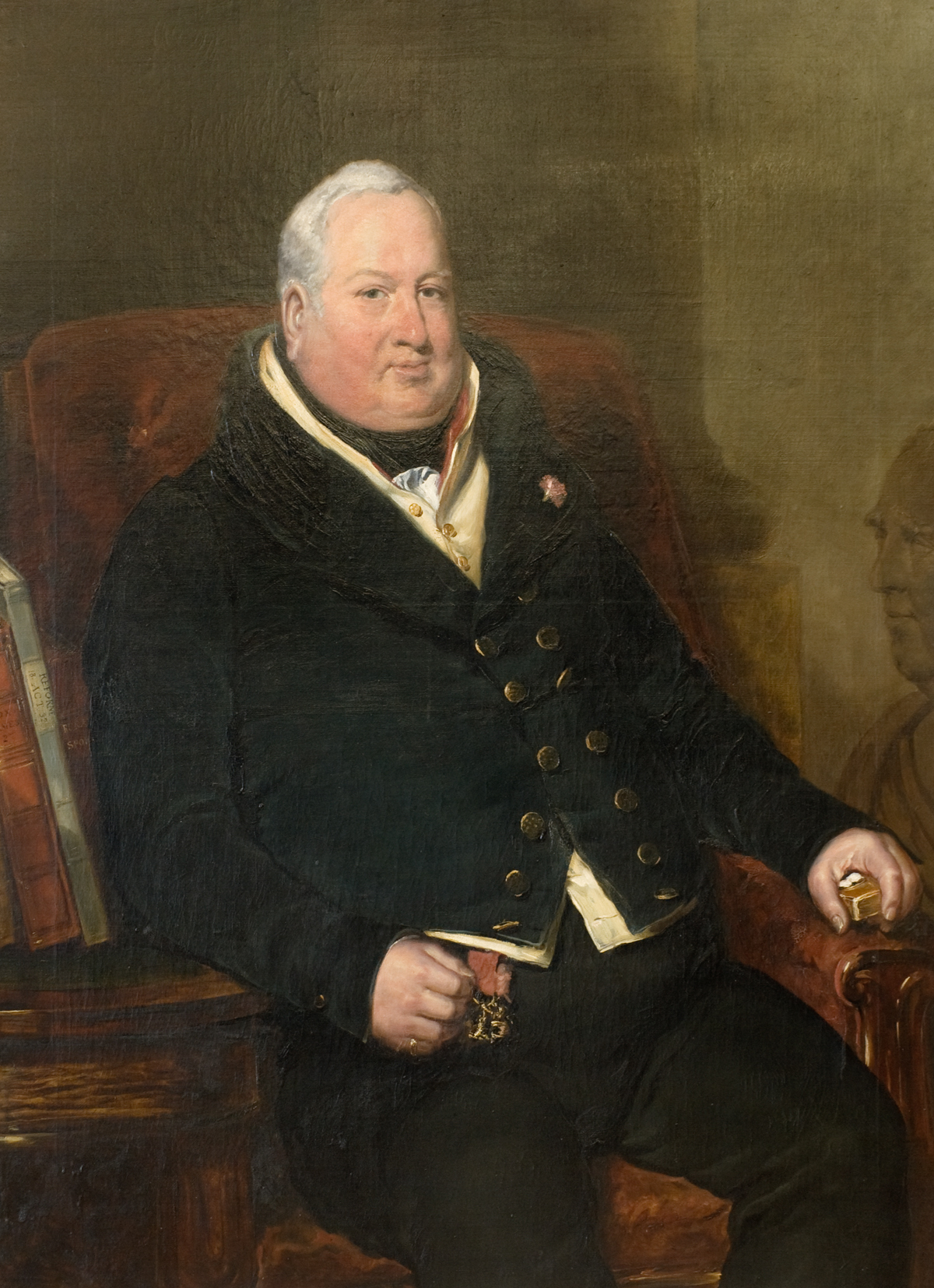
Lord Panmure, Porträt von Thomas Musgrave Joy, 1838

William Maule, 1. Baron Panmure (geb. Ramsay, * 27. Oktober 1771; † 13. April 1852 in Brechin Castle) war ein schottischer Großgrundbesitzer und Politiker.

## Leben
William entstammte dem Clan Ramsay und war der zweite Sohn von George Ramsay, 8. Earl of Dalhousie, aus dessen Ehe mit Elizabeth Glen. Als 1782 sein Großonkel, William Maule, 1. Earl Panmure, kinderlos starb, nahm er als dessen designierter Generalerbe 1782 mit königlicher Lizenz dessen Wappen und den Familiennamen Maule an. Aufgrund seiner Minderjährigkeit erhielt er erst nach dem Tod seines Vaters, 1787, dessen Besitzungen, nämlich den größten Teil des Landgutes Panmure, das sehr ausgedehnt war und einen großen Teil der Landschaft Angus, insbesondere um Monikie, Brechin und Edzell, umfasste. Er wohnte sowohl im Panmure House östlich von Monikie als auch in Brechin Castle, wobei er diesen Wohnsitz bevorzugte.
1794 heiratete er in erster Ehe Patricia Heron Gordon († 1821), mit der er drei Söhne und sechs Töchter hatte.
- Hon. Patricia Maule (1796–1859) ⚭ Gilbert Young;
- Hon. Elizabeth Maule (1797–1852) ⚭ 1822 Sir Alexander Ramsay, 2. Baronet;
- Lusinda Maule (1799–1806);
- Hon. Mary Maule (1799–1864) ⚭ James Hamilton;
- Fox Maule-Ramsay, 11. Earl of Dalhousie, 2. Baron Panmure (1801–1874) ⚭ 1831 Hon. Montague Abercromby, Tochter des George Abercromby, 2. Baron Abercromby;
- Hon. Georgiana Maule (1803–1833) ⚭ William Henry Dowbiggen;
- Hon. Christian Maule (1805–1888);
- Hon. Lauderdale Maule (1807–1854), Unterhausabgeordneter für den Wahlkreis Forfarshire;
- Hon. William Maule of Fearn (1809–1859) ⚭ 1844 Elizabeth Binny.

1822 heiratete er in zweiter Ehe Elizabeth Barton. Die Ehe blieb kinderlos.
Lord Panmure war Mitglied der Freimaurer und von 1808 bis 1810 Großmeister. Während seiner 51-jährigen Regierungszeit als Großmeister der Provinz von Forfarshire wurden sieben Logen gegründet. Eine davon trug seinen Namen. Am Johannistag 1801 wurde er zum Ehrenmitglied der Logen St. Ninian und St. James; 1818 auch der Loge Kilwinning.
Er starb am 13. April 1852 auf Brechin Castle im Alter von 80 Jahren und wurde am 20. April in der Kathedrale von Brechin beigesetzt.

### Militärische und politische Laufbahn
Im Oktober 1788 trat er in die britische Armee ein und erwarb ein Offizierspatent als Cornet des 11th Regiment of Light Dragoons. Im April 1791 wurde er zum Captain einer unabhängigen Infanteriekompanie befördert. Die Kompanie wurde noch im selben Jahr aufgelöst und Maule unter Halbsold gestellt. 1793 wurde er Lieutenant der West Lowland Fencibles. Im selben Jahr stieg er zum Captain-Lieutenant und 1794 zum Captain dieses Regiments auf. 1794 wurde er schließlich kommandierender Major der Forfar Fencible Cavalry. 1825 schied er aus der Armee aus.
Von April bis Juni 1796 war er erstmals als Whig-Abgeordneter für Forfarshire Mitglied des House of Commons. Im Juni 1805 wurde er erneut für Forfarshire gewählt und konnte dieses Mandat in neun aufeinanderfolgenden Parlamentswahlen bis 1831 behaupten. Am 10. September 1831 wurde er mit dem Titel Baron Panmure, of Brechin and Navar in the County of Forfar, zum erblichen Peer erhoben und wurde dadurch Mitglied des House of Lords. 1831 wurde er zum Ehrenbürger von Dundee ernannt.
Er war ein Unterstützer des prominenten Whig-Staatsmannes Charles James Fox, nach dem er seinen ältesten Sohn benannte.

### Wohltaten
Viele öffentliche und karitative Einrichtungen profitierten von seiner Unterstützung. Eine seiner wichtigsten Taten war die Errichtung und Ausstattung des Mechanics’ Institute in Brechin, große Spenden gingen auch an die Dundee Royal Infirmary sowie an das dortige Waisenhaus und die Irrenanstalt. Er zahlte der Witwe von Charles James Fox eine stattliche Rente und war der erste, der Grace Darling für ihre Rettungsaktion belohnte. Er unterstützte auch Niel Gow, den berühmten schottischen Fiedler, und viele andere Künstler.
Die Improvements Bill von 1824 ermöglichte es, die Bedingungen in den Slums von Dundee zu verbessern. Sie sah den Abriss von heruntergekommenen Gebäuden und eine neue Straße vor, die das Cowgate mit den Meadows verband. Diese neue Straße wurde 1839 eröffnet und in Anerkennung seiner Spenden an das Dundee Royal Infirmary Panmure Street benannt; später wurde auch die Panmure Terrace nach ihm benannt. 1847 trennte er sich von einigen seiner Ländereien, um die Bildung der Monikie und Crombie Reservoirs zu ermöglichen.
Es ist auch dokumentiert, dass bei der Renovierung der Brechin Cathedral ein Versuch unternommen wurde, den berühmten Rundturm abzureißen. Lord Panmure drohte, jeden an der Spitze des Turms aufzuhängen, der auch nur einen Stein von ihm entfernte.

## Gedenken

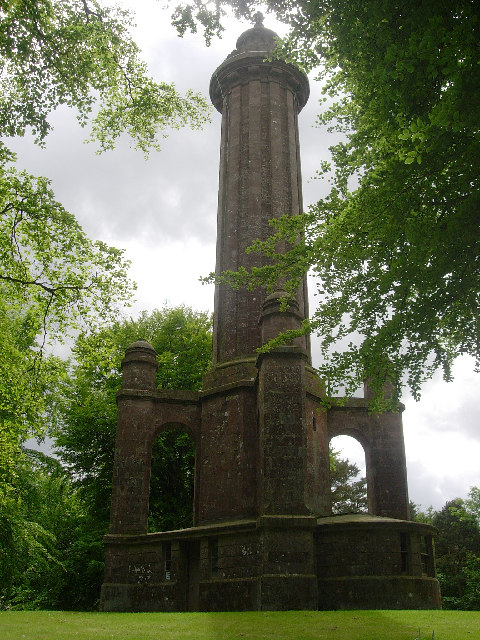
Das Panmure Testimonial

Als Zeichen ihrer Dankbarkeit für die Aussetzung der Zahlungen anlässlich der Nahrungsmittelknappheit 1826, ausgelöst durch einen ungewöhnlich heißen und trockenen Sommer, errichteten seine Pächter 1839 auf den Downie Hills in Monikie eine 32 Meter hohe Säule, das Panmure „Live and let Live“ Testimonial. „Leben und leben lassen“ war auch sein liebster Trinkspruch und versinnbildlichte seine Großzügigkeit. Der Hügel liegt 150 Meter über dem Meeresspiegel, isoliert von anderen Anhöhen, und bietet einen freien Ausblick in alle Richtungen.